# Compania Imperială Britanică a Africii Răsăritene
Imperial British East Africa Company (Compania Imperială Britanică a Africii Orientale) (IBEAC) a fost administratorul Africii Răsăritene Britanice, care a fost predecesorul Protectoratului Africii de Est (mai târziu Kenya). IBEAC a fost o asociație comercială fondată pentru dezvoltarea comerțului în regiunile din Africa controlate de puterea colonială britanică. Creată după semnarea Tratatului de la Berlin din 1885, compania a fost condusă de William Mackinnon și s-a bazat pe activitățile comerciale  ale companiei sale în regiune, cu încurajarea guvernului britanic, care i-a acordat statutul de companie  „imperială” - deși acest statut era destul de vag definit. În principal, statutul imperial asigura supușilor britanici imunitatea juridică și în plus le permitea să colecteze impozite, să impună taxe vamale, să aplice hotărâri judecătorești, să semneze tratate sau alte acte în același fel cu guvernul local.
Activitățile principale ale companiei se desfășurau în orașul și portul Mombasa, iar la aproximativ 80 km sud, în Shimoni, se afla un birou administrativ.  Compania s-a transformat într-o societate pe acțiuni în Londra, pe 18 april 1888 și acesteia i-a fost acordat un brevet regal de către regina Victoria pe 6 septembrie 1888.
IBEAC a controlat o suprafață de aproximativ 639.000 km2 de-a lungul coastei de est a Africii, centrul său fiind aproximativ intersecției Ecuatorului cu meridianul 39o longitudine est. Din 1890, IBEAC a administrat și Uganda. Administrația societății a fost transferată la Foreign Office pe 1 iulie 1895, iar din 1896 Foreign Office a preluat și controlul asupra Ugandei.

## Istoric
În ultimele două decenii ale secolului al XIX-lea, puterile europene au început cursa pentru ocuparea teritoriilor nerevendicate din zonele de interes din Africa. Una dintre aceste regiuni, sultanatul Zanzibarului și zona interioară a Africii Răsăritene, a atras atenția atât a Germaniei cât și Regatului Unit. Cele două puteri au sperat să își poată rezolva interesele comune într-o manieră pașnică și, în 1886, Germania și Marea Britanie au semnat un tratat prin care și-au împărțit zonele de interes. Germania urma să ridice pretenții asupra a ceea ce este astăzi zona litorală a Tanzaniei, iar Regatul Unit păstra accesul la regiunea în care se află în prezent Kenya și Uganda. 
În același timp, Marea Britanie și-a concentrat resursele în alte zone de interes, printre care teritoriile dobândite în Africa sudică. Eforturile depuse de guvernul britanic pentru controlarea teritoriilor din sudul Africii i-au limitat acestuia capacitatea de intervenție în noua zonă de interes din est. Pentru ca să își ușureze sarcinile care i-ar fi revenit în est, guvernul britanic a acceptat ca o companie comercială să primească dreptul de administrare și dezvoltare a noilor teritorii. În 1888, Sir William Mackinnon și Imperial British East Africa Company (IBEAC) au fost autorizate să îndeplinească aceste sarcini.
IBEAC și-a asumat responsabilitatea pentru teritoriul care se întinde de pe coasta de est a Ugandei până la țărmul de nord-vest al Lacului Victoria.
În afară de lucrările preconizate pentru realizarea exportului și gestionarea mărfurilor și organizarea agriculturii, rolul principal al IBEAC a fost să înceapă construcția unei căi ferate care urma să lege regiunea estică litorală Mombasa cu Lacul Victoria.
Compania l-a angajat pe James Macdonald și pe John Wallace Pringle, ambii ingineri militai ai trupelor de geniu, să facă studiul preliminar.  Raportul celor doi a fost încurajator, ei subliniind că Kikuyuland era o regiune potrivită pentru colonizarea europeană. Cu toate acestea, IBEAC nu avea fondurile necesare pentru a începe lucrările. IBEAC a început să construiască în 1890 drumul Mackinnon-Sclater, un traseu de peste 1550 km pentru care trase de boi, de la Mombasa la Busia (Uganda).
Compania a comandat un vas de uz general cu abur de 110t, SS William Mackinnon, care să efectueze transporturi pe Lacul Victoria.  Vasul a fost fabricat în Scoția în 1890 și a fost livrat pe bucăți în portul Mombasa. Subansamblurile au rămas înmagazinate în Mombasa până în 1895, cel mai probabil pentru că IBEAC nu reușise să construiască o cale ferată care să fie folosită pentru transportul pieselor până la Lacul Victoria. 

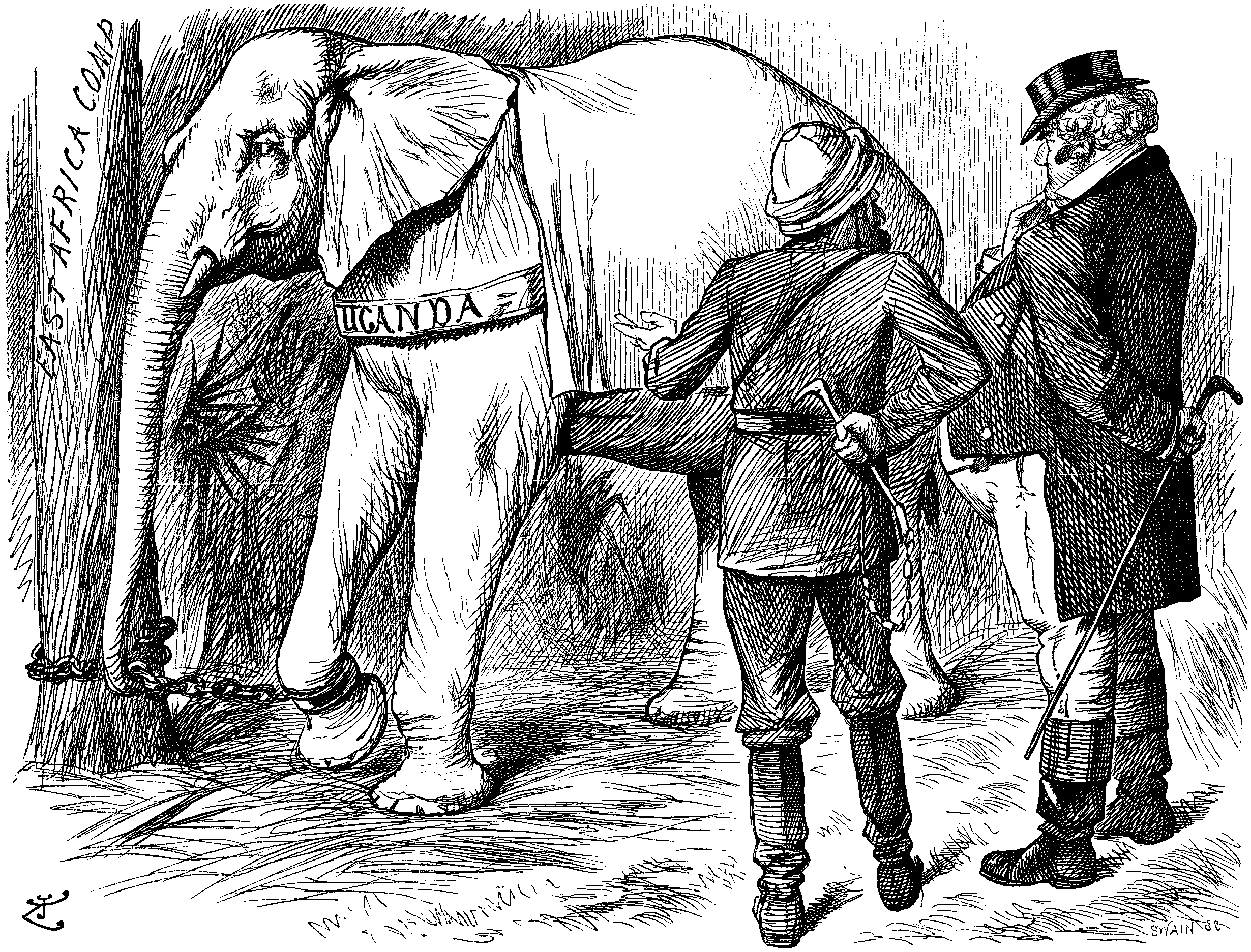
Caricatură din Punch care descrie conflictul din Uganda ca pe un „elefant alb” pentru British East Africa Company.

Conflictul de creștere între fracțiunile rivale a împiedicat compania să investească timpul și banii necesari în această acțiune riscantă. Cele patru grupuri implicate în Uganda, kabaka (regele din Buganda), francezii catolici, protestanții și compania, nu și-au putut rezolva pe cale amiabilă neînțelegerile și, odată cu continuarea creșterii tensiunilor, războiul civil a izbucnit în ianuarie 1892. IBEAC a comandat construirea unei fortificații pe dealul Kampala, iar proiectatul acesteia, Frederick Lugard, a ajutat compania să obțină o victorie inutilă. 
Acest conflict a fost evenimentul care a dus în final la faliment companiei. IBEAC avea deja probleme financiare datorate neregulilor din vamă, iar banii cheltuiți în încăierările armate au împins-o la ruină. A devenit clar pentru toată lumea că IBEAC nu era capabilă să continue acțiunea sa prost organizată de colonizare a Africii răsăritene. IBEAC a dovedit că este ineficient să acorde drepturi administrative unei întreprinderi comerciale. În 1894, guvernul britanic a proclamat trecerea Ugandei sub protectoratul Londrei, asumându-și responsabilitatea completă asupra acestui teritoriu și dizolvând practic IBEAC.
Cea mai importantă secțiune a drumului Mackinnon-Sclater a fost finalizată de guvernul britanic după dizolvare IBEAC. Tot guvernul britanic avea să construiască căii ferate ugandeze până la Kisumu pe malul Lacului Victoria, între anii 1896 și 1901.  Vaporul cu aburi SS William Mackinnon a ajuns pe bucăți la Kisumu în 1898 și a fost lansat la apă  în 1900 pentru ca, începând cu anul 1901, să intre în exploatare.

## Vedeți și:
- Africa Orientală Germană